# Viktor Kosteckij
Viktor Aleksandrovič Kosteckij, in russo Виктор Александрович Костецкий? (Žmerynka, 12 aprile 1941 – San Pietroburgo, 6 novembre 2014), è stato un attore russo, fino al 1991 sovietico.

## Biografia
Kosteckij è nato a Žmerynka e ha vissuto a San Pietroburgo. Ha studiato nel dipartimento di arti grafiche dell'Istituto Pedagogico Herzen. Nel 1965 si è laureato presso l'Accademia Statale delle Arti Teatrali di Leningrado (corso di Boris Zon).
Nel 1978 è stato nominato Artista benemerito della RSFSR e nel 2008 ha ricevuto il premio teatrale Zolotoj sofit per il ruolo del Dr. Dorn nella prima rappresentazione di Taccuini di Trigorin del Teatro dei Comici (interpretazione della commedia Il gabbiano di Čechov).
Ha avuto due figlie da due matrimoni diversi ed era nonno di tre nipoti.

## Filmografia
- Zelёnaja kareta - regia di Jan Frid (1967)
- Szerelmi álmok – Liszt - regia di Márton Keleti (1970)
- Una stella di affascinante felicità (Звезда пленительного счастья) - regia di Vladimir Jakovlevič Motyl' (1975)

### Televisione
- Truffal'dino iz Bergamo - film TV - regia di Vladimir Vorob'ëv (1976)
- Chraniteli - Miniserie TV (1991)
- Ubojnaya sila - serie TV (2000-2006)